# Bembidion frugale
Bembidion frugale är en skalbaggsart som beskrevs av Thomas Casey. Bembidion frugale ingår i släktet Bembidion och familjen jordlöpare. Inga underarter finns listade i Catalogue of Life.